# Словаки в Республике Сербской
Словаки в Республике Сербской (серб. Словаци у Републици Српској, словац. Slováci v Republike srbskej) — граждане словацкого происхождения, проживающие и работающие на территории Республики Сербской. Словаки признаны одним из 12 национальных меньшинств Республики Сербской, их интересы защищает Совет национальных меньшинств Республики Сербской. В Республике Сербской проживает 109 словаков, по данным переписи населения 2013 года.

## История
Словаки переселились на территорию современной Республики Сербской впервые в 1885 году: тогда 12 крестьянских семей из местечек Пивнице, Ковачица, Люба, Бингула и Бачки-Петровац (Леленча) переехали в Биелину. Переселенцы занимались сельским хозяйством, ремеслом и искусством. Одним из известнейших переселенцев конца XIX — начала XX века был промышленник Иосип Сенохрадский, который в 1902 году выкупил землю и построил в Биелине фабрику по производству кирпичей. Словацкая община продолжила существовать в Королевстве Югославия до Второй мировой войны и в СФРЮ, в СР Боснии и Герцеговине после Второй мировой войны.
Одной из известнейших словацких семей в Биелине была семья Шимонов: Михаил и Юлиана Шимоны, которые выделили землю в Леленче под строительство начальной школы. Михаил указом короля Петра II Карагеоргиевича от 30 декабря 1937 года был избран в Исполнительный комитет общины Биелина. Его жена Юлиана основала образовательное общество для девочек имени княгини Зорки. На территории общины Прнявор в 1895 году осели члены семьи Ципар — выходцы из деревни Дрхле-Поле общины Бишча, которые ранее жили в Осиеке. Они выбрали местечко Ралутинац.

## Религия
Чехи в Республике Сербской по вероисповеданию преимущественно являются католиками. В Нова-Весе и Мачино-Брдо есть две католические церкви, прихожанами которых и являются чехи.

## Общества
В Республике Сербской действует крупнейшее чешское объединение «Чешка беседа», его филиалы есть в городах Баня-Лука (основано в 1997 году, насчитывает более 200 членов), Приедор, Мачино-Брдо и Нова-Вес.